# Ornement (typographie)

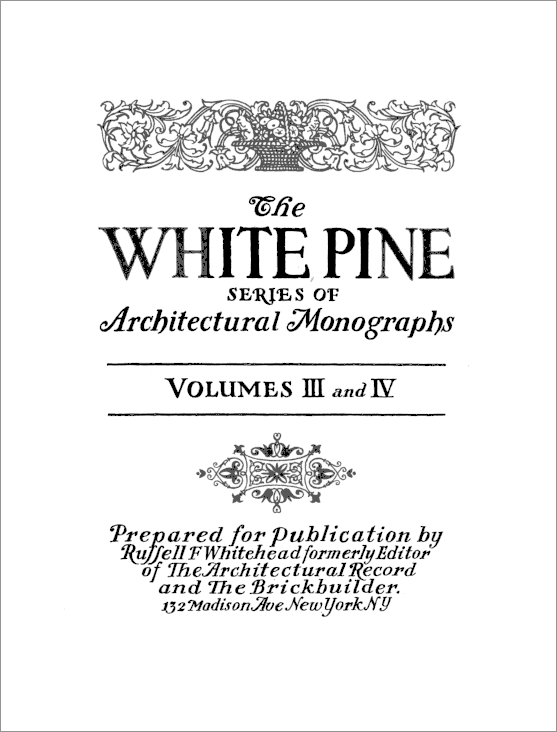
Différents ornements typographiques. En haut, le bandeau, suivi au centre de deux filets, d'une vignette et du texte composé en cul-de-lampe.

Pour les articles homonymes, voir Ornement.
 (mai 2023).
Si vous disposez d'ouvrages ou d'articles de référence ou si vous connaissez des sites web de qualité traitant du thème abordé ici, merci de compléter l'article en donnant les références utiles à sa vérifiabilité et en les liant à la section « Notes et références ».
L'ornement typographique est un élément qui embellit une page ou la reliure d'un ouvrage typographique. On le retrouve dans le caractère même de la composition, mais aussi sous forme de filet, de vignette et de cliché séparés.
Cet art est lié à celui de la gravure sur bois. Suivant Hubert-François Gravelot, la mode arrive en France dans le deuxième quart du XVIIIe siècle par le biais de Jean-Michel Papillon et de son élève Nicolas Caron, ainsi que par Vincent Le Sueur (1668-1743).

## Ornements typographiques
- Bandeau
- Casseau
- Couillard
- Cul-de-lampe
- Feuille aldine
- Filet
- Fleuron
- Gaufrage
- Lettrine
- Vignette

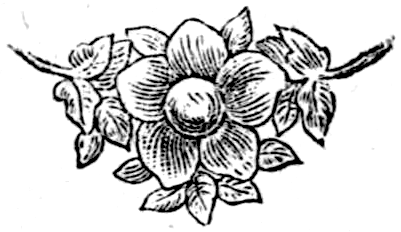
Fleuron du XIXe siècle.
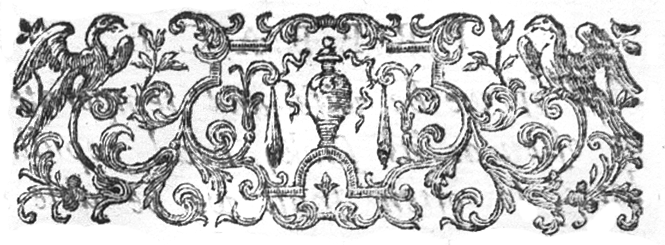
Bandeau du XVIIIe siècle.
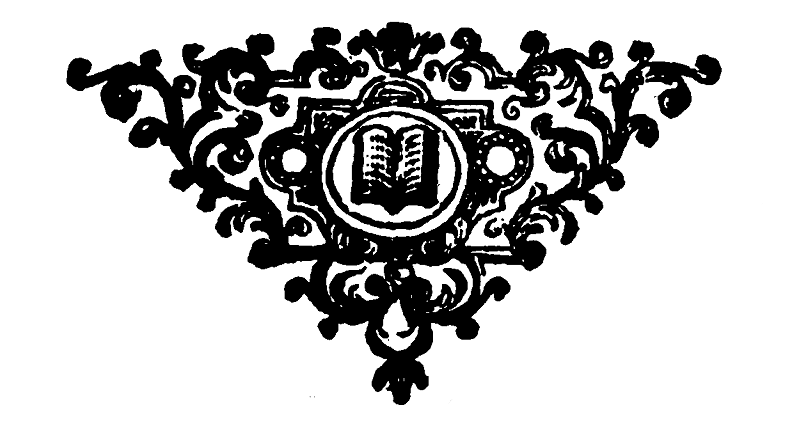
Cul-de-lampe du XVIIIe siècle.